# The Violent Men
The Violent Men is een Amerikaanse western uit 1955 onder regie van Rudolph Maté. Destijds werd de film in Nederland uitgebracht onder de titel Hebzucht.

## Verhaal
De officier John Parrish besluit om zijn boerderij te verkopen aan de landeigenaar Lew Wilkison. Hij biedt Parrish echter een belachelijk laag bedrag en kiest ervoor om hem te verjagen door intimidatie. Als de broer van Wilkison een hulpje van Parrish laat ombrengen, besluit hij terug te vechten.

## Rolverdeling
| Acteur             | Personage             |
| ------------------ | --------------------- |
| Glenn Ford         | John Parrish          |
| Barbara Stanwyck   | Martha Wilkison       |
| Edward G. Robinson | Lew Wilkison          |
| Dianne Foster      | Judith Wilkerson      |
| Brian Keith        | Cole Wilkison         |
| May Wynn           | Caroline Vail         |
| Warner Anderson    | Jim McCloud           |
| Basil Ruysdael     | Tex Hinkleman         |
| Lita Milan         | Elena                 |
| Richard Jaeckel    | Wade Matlock          |
| James Westerfield  | Sheriff Magruder      |
| Jack Kelly         | DeRosa                |
| Willis Bouchey     | Sheriff Martin Kenner |
| Harry Shannon      | Purdue                |